# District de Humla
Le district de Humla (en népalais : हुम्ला जिल्ला) est l'un des 77 districts du Népal. Il est rattaché à la province de Karnali. La population du district s'élevait à 49 933 habitants en 2011.

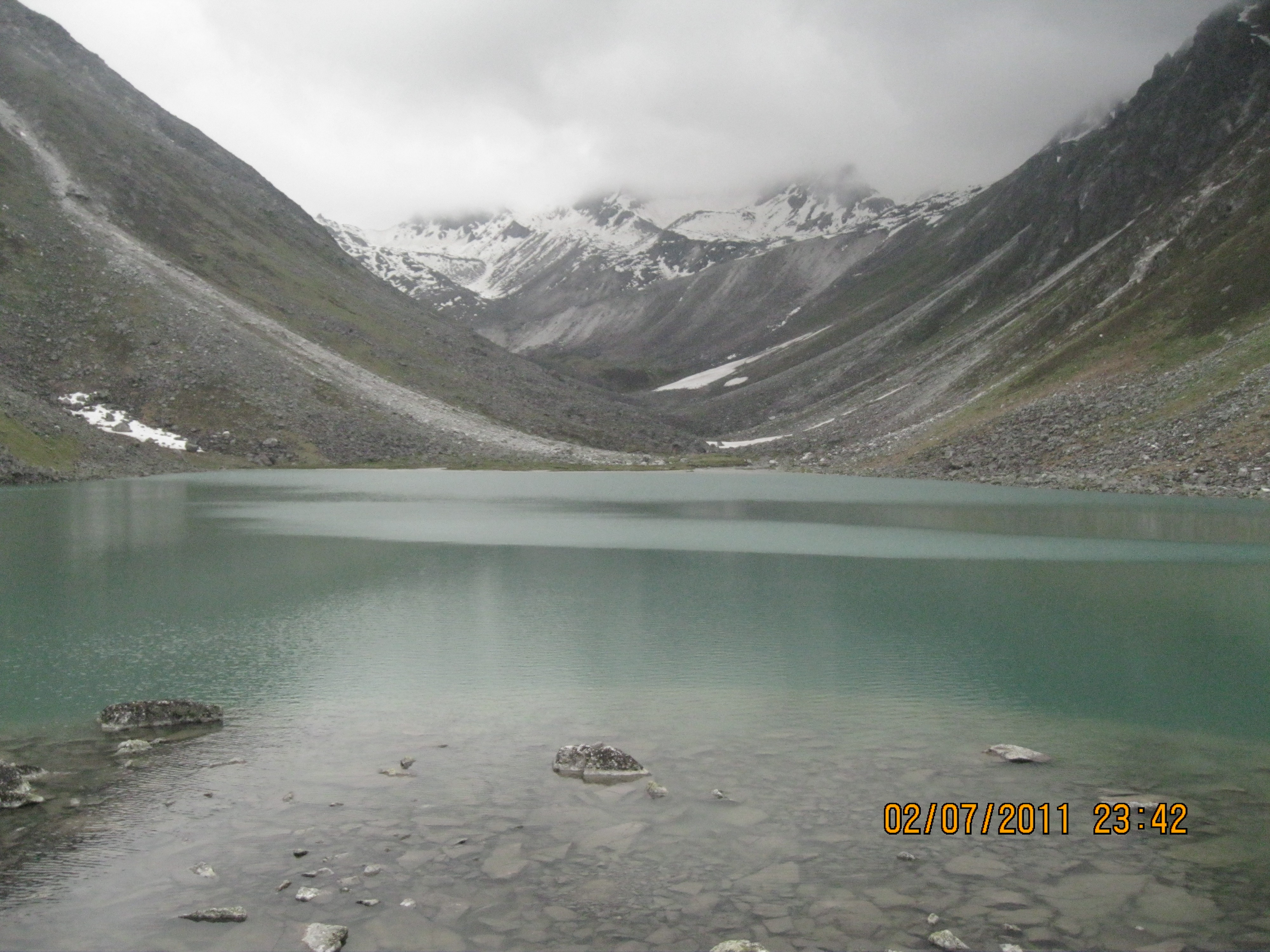
Lac Saatpokhari à Humla

## Histoire
Il faisait partie de la zone de Karnali et de la région de développement Moyen-Ouest jusqu'à la réorganisation administrative de 2015 où ces entités ont disparu.

## Subdivisions administratives
Le district de Humla est subdivisé en 7 unités de niveau inférieur qui sont toutes des gaunpalikas ou municipalités rurales.
| # | Nom        | Nom en népalais | Type       | Population (2011) | Superficie (km2) |
| - | ---------- | --------------- | ---------- | ----------------- | ---------------- |
| 1 | Simikot    | सिमकोटा            | gaunpalika | 11 557            | 785,89           |
| 2 | Namkha     | नाम्खा             | gaunpalika | 3 900             | 2 419,64         |
| 3 | Kharpunath | खार्पुनाथ           | gaunpalika | 6 011             | 880              |
| 4 | Sarkegad   | सर्केगाड           | gaunpalika | 9 868             | 306,7            |
| 5 | Chankheli  | चंखेली             | gaunpalika | 5 517             | 1 310,41         |
| 6 | Adanchuli  | अदानचुली           | gaunpalika | 7 116             | 150,61           |
| 7 | Tanjakot   | ताँजाकोट            | gaunpalika | 5 964             | 159,1            |